# 引島 (広島県江田島市)
引島（ひきしま）は広島県江田島市にある無人島。

## 地理
能美島の大君港の東約0.3㎞の場所にある。南北に細長く、南北の端にはそれぞれ防波堤が伸びている。そのうち、北の防波堤には灯台が所在する。

## 歴史
「大君村絵図」に「引島山」という記述が存在する。
以前は、船で渡島し、キャンプや海水浴をする人がいた。

## 伝説
- 島の尾根が5つに分かれているのは弁慶が近くの岬をつかんで置いたからである。
- 平清盛が音戸の瀬戸を開削したとき、潮の流れが変わってしまい、人々が困った。それを知った鬼が瀬戸を塞ぐために島を持っていこうとしたが、途中で力尽きて死んだ。

後者の伝説をもとにした絵本『島ひきおに』を山下明生が創作しており、地元ではこの話にちなむイベントが行われている。